# 金玉玕
金玉玕（1937年12月26日—2006年6月26日），中国古生物学家。生于浙江东阳。1959年毕业于南京大学。2001年当选为中国科学院院士。曾任中国科学院南京地质古生物研究所研究员、国际古生物协会副主席。长期从事腕足动物化石和石炭纪、二叠纪地层研究。